# Rickebyätten
Rickebyätten var en svensk högadlig frälseätt från Rickeby i Vidbo, i nuvarande Sigtuna kommun i Uppland, vilken tillhörde svensk uradel under medeltiden. Ibland kallas ätten Stierna, eller Stierna av Rickeby, efter skölden som var styckad och belagd med 7-uddig stjärna. Ätten utdog innan Sveriges Riddarhus grundades 1625, varför den aldrig introducerades där som adelsätt.

## Historia

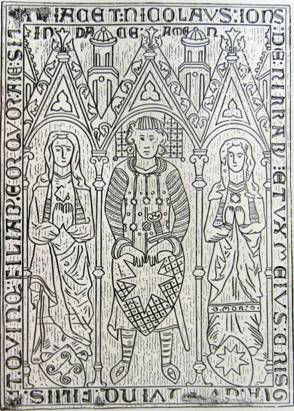
Gravvård över Nils Jonsson och Kristina Kristiernsdotter samt en av deras döttrar.

Nils Jonsson och hans hustru Kristina, dotter till Kristiern från Öland, upprättade testamente den 2 februari 1319. Gravstenen över dem och en av deras döttrar från 1319 är numera uppställd i södra sidoskeppet i Mariakyrkan i Sigtuna. 
Deras sonson Nils Jonsson född omkring 1338, död 1366, var lagman i Östergötlands lagsaga enligt ett dokument från den 22 augusti 1364. Nils syster Christina Jonsdotter gifte sig med Nils Kettilsson (Vasa).